# Georg Fahrenschon

Georg Fahrenschon als Finanzminister (2008)

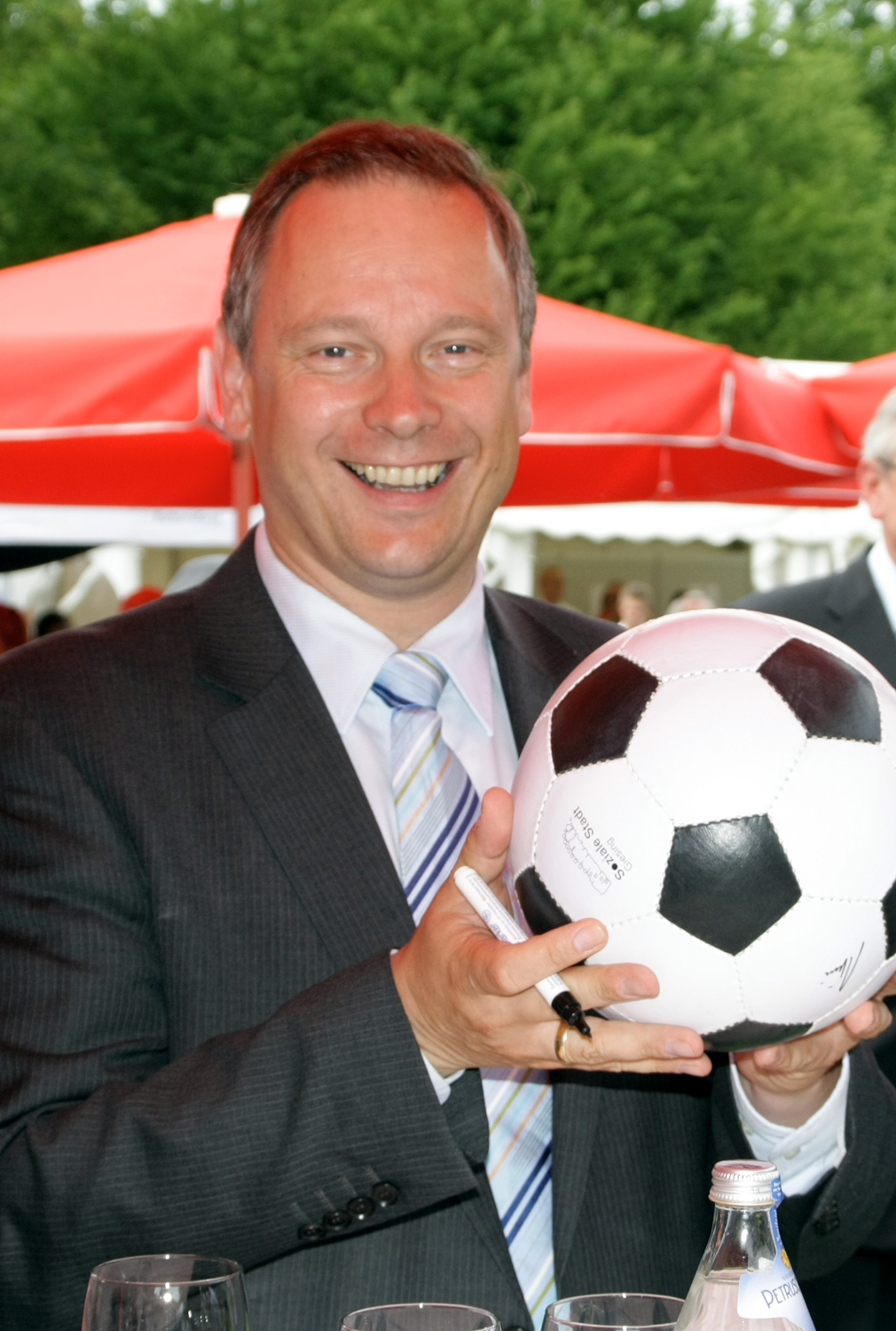
Georg Fahrenschon (Mai 2011)

Georg Fahrenschon (* 8. Februar 1968 in München) ist ein ehemaliger deutscher Politiker (CSU).
Er war von 2002 bis 2007 Mitglied des Deutschen Bundestages. 2007 wechselte er in die bayerische Landespolitik als Staatssekretär im Bayerischen Finanzministerium. Von Oktober 2008 bis 3. November 2011 war Fahrenschon Bayerischer Staatsminister der Finanzen. Vom Mai 2011 bis April 2012 gehörte er dem Bayerischen Landtag an.
Der Diplom-Ökonom war von Mai 2012 bis November 2017 Präsident des Deutschen Sparkassen- und Giroverbands. Wegen des Vorwurfs der Steuerhinterziehung trat er zurück und arbeitet heute wieder in der freien Wirtschaft.

## Leben

### Ausbildung
Nach dem Abitur 1988 am Feodor-Lynen-Gymnasium in Planegg leistete Fahrenschon seinen Wehrdienst ab. 1990 begann er ein Studium der Wirtschaftswissenschaften an der Ludwig-Maximilians-Universität München und machte 1999 seinen Abschluss als Diplom-Ökonom in Volkswirtschaftslehre an der Universität Augsburg. Sein Studium finanzierte er von 1992 bis 1998 als Produktions- und Redaktionsassistent beim Fernsehsender ProSieben.

### Beruf
Danach arbeitete er als Unternehmensberater bei der arf Gesellschaft für Organisationsentwicklung mbH in Nürnberg und wechselte 2000 als Projekt- und Organisationsberater zur Bayerischen Landesbank. Zuletzt leitete er bis Oktober 2002 das Fachreferat Risiko- und Controllingprozesse. Seit Januar 2019 ist Georg Fahrenschon als „Director und Generalbevollmächtigter“ bei der Steuerberatungsgesellschaft WTS Deutschland beschäftigt. Fahrenschon soll in seiner Position Allianzen mit anderen Beratungsgesellschaften, Private-Equity- und Venture-Capital-Unternehmen aufbauen.

### Familie
Georg Fahrenschon ist verheiratet und hat zwei Töchter. Er lebt mit seiner Familie in Neuried.

## Politik

### Partei
Fahrenschon trat 1985 in die Junge Union (JU) und 1989 auch in die CSU ein. Er gehörte von 1989 bis 2002 dem Bundesvorstand der Jungen Union an und war von 1994 bis 2002 stellvertretender JU-Bundesvorsitzender. Zudem war er Bezirksvorsitzender der JU im CSU-Bezirk Oberbayern und von 2000 bis 2003 Präsidiumsmitglied der Jungen Alpenregion.
Er war ab 1997 Mitglied im Vorstand des CSU-Bezirksverbandes Oberbayern und ab 2003 dessen Schatzmeister.
Ab 1999 war Fahrenschon einer von vier stellvertretenden Vorsitzenden des CSU-Kreisverbandes München-Land. 

### Mandate
Georg Fahrenschon war von 1990 bis 2002 Mitglied des Gemeinderates von Neuried und gehört seit 1996 dem Kreistag des Landkreises München an.
Von 2002 bis zur Niederlegung seines Mandates am 8. November 2007 war Fahrenschon Mitglied des Deutschen Bundestages und dort ab 2005 Vorsitzender des Arbeitskreises Finanzen und Haushalt der CSU-Landesgruppe. Für ihn rückte Marion Seib in den Bundestag nach. Fahrenschon ist 2002 über die Landesliste Bayern und 2005 als direkt gewählter Abgeordneter des Wahlkreises München-Land in den Bundestag eingezogen. Das Direktmandat 2005 holte er mit 52,7 % Stimmanteil gegen den SPD-Mitbewerber, den damaligen Bundesinnenminister Otto Schily.
Nach der Landtagswahl 2008 konnte er als Listenkandidat des Bezirks Oberbayern aufgrund der hohen Verluste der CSU zunächst nicht in den Landtag einziehen. Am 17. Mai 2011 rückte er für den ausgeschiedenen Siegfried Schneider in den Landtag nach. Am 2. April 2012 schied er aus dem Landtag aus; für ihn rückte Alex Dorow nach.

### Staatsämter
Am 16. Oktober 2007 wurde Fahrenschon unter dem neuen Minister Erwin Huber zum Staatssekretär im Bayerischen Staatsministerium der Finanzen ernannt.
Nach der Bildung des neuen bayerischen Kabinetts wurde er am 30. Oktober 2008 von Ministerpräsident Horst Seehofer zum Finanzminister ernannt. Am 30. Oktober 2011 gab Fahrenschon in einem Interview mit der Frankfurter Allgemeinen Zeitung (FAZ) seine Kandidatur für den Posten des Präsidenten des Deutschen Sparkassen- und Giroverbands (DSGV) bekannt und düpierte damit, wie Spiegel Online am 2. November kommentierte, angeblich Ministerpräsident Horst Seehofer.
Am 3. November 2011 trat er von seinem Amt als Finanzminister zurück. Fahrenschons Nachfolger wurde Markus Söder.
Er war Mitglied der 12., 13. und 14. Bundesversammlung, die Horst Köhler 2004 und 2009 sowie Christian Wulff 2010 zum Bundespräsidenten wählte.

## Verbandstätigkeit

### Sparkassenpräsident
Am 30. November 2011 wurde Fahrenschon zum Präsidenten des Deutschen Sparkassen- und Giroverbands (DSGV) gewählt. Das Amt trat er am 16. Mai 2012 als Nachfolger von Heinrich Haasis an.
Im September 2015 unterstützte Fahrenschon einen Vorschlag von EU-Finanzmarktkommissar Lord Jonathan Hill, wonach es bei Krediten für kleine und mittlere Unternehmen weniger strenge Eigenkapitalvorschriften geben sollte.
Anfang November 2017 wurde bekannt, dass gegen Fahrenschon ein Strafbefehl wegen Steuerhinterziehung ergangen ist. Fahrenschon bestritt ein vorsätzliches Handeln und legte zunächst Einspruch ein. Seine Kandidatur zur Wiederwahl zum DSGV-Präsidenten wollte er zunächst nicht zurückziehen. Am 17. November 2017 kündigte er seinen Rücktritt zum 24. November 2017 an. Im April 2018 akzeptierte er den Strafbefehl über 140 Tagessätze wegen Steuerhinterziehung. Damit ist er vorbestraft.

## Mitgliedschaften
- Fahrenschon ist Mitglied des Verbandsrates des Zweckverbandes Staatliches Gymnasium im Würmtal, Planegg.
- Fahrenschon ist (Stand 2016) Mitglied des Münchner Finance Forum e. V.[14]
- Er ist seit 2001 Mitglied im Arbeitskreis „Wirtschaftliche und gesellschaftliche Grundfragen“ des Zentralkomitees der deutschen Katholiken (ZdK), seit 2004 Mitglied der ZdK-Vollversammlung.
- Seit 2005 ist er Gründungs- und Kuratoriumsmitglied des Fördervereins der Luftrettungsstation „Christoph 1“.
- Fahrenschon ist Mitglied des Rates der Katholischen Akademie in Bayern.
- Seit 2007 ist er Ehrenmitglied der katholischen Studentenverbindung K.D.St.V. Moenania München im Cartellverband (CV).
- Im Jahr 2010 übernahm er von Hans Zehetmair den Vorstandsvorsitz des Vereins der Freunde und Förderer des Zentrums für Umwelt und Kultur in Benediktbeuern. 2019 gab er das Amt an Marcel Huber ab.
- Georg Fahrenschon ist Mitglied der Ludwig-Erhard-Stiftung.
- Fahrenschon ist Mitglied des Beirats der Alpine One GmbH.[15]